# Pitthea cryptochroma
Pitthea cryptochroma là một loài bướm đêm trong họ Geometridae.